# La Réunion des Amours
La Réunion des Amours est une comédie héroïque en un acte et en prose de Marivaux, représentée pour la première fois par les Comédiens-Français le 5 novembre 1731 au Théâtre de la rue des Fossés Saint-Germain.
Les historiens du théâtre disent que cette comédie, où il y a de jolis mots et de jolies scènes, n’alla jusqu’à neuf représentations que grâce au jeu de mesdemoiselles Gaussin et Dangeville, dans les rôles des deux Amours.

## Personnages
- L’Amour.
- Cupidon.
- Mercure.
- Plutus.
- Apollon.
- La Vérité.
- Minerve.
- La Vertu.

## L’intrigue
Tous les personnages de la Réunion des Amours étant des dieux, la scène est dans l’Olympe où il s’agit de décider entre l’Amour, incarnation de l’Amour respectueux et Cupidon, incarnation de l’Amour insolent. Ce dernier se moque beaucoup de son camarade : de votre temps, lui dit-il, les amants ne savaient que languir et que conter leurs peines aux échos d’alentour… Il n’en va désormais plus de même et on va droit à la cause du mal. Là où l’amour d’antan ne faisait que des sots et des imbéciles, Cupidon ne produit que des gens de courage, dont les regards sont des désirs et qui attaquent au lieu de soupirer. Mercure lui objecte qu’avec eux, il n’y a plus de tranquillité dans le mariage car ils ne sauraient laisser les maris en repos. Les autres dieux adressent également des reproches à Cupidon, mais celui-ci ne fait qu’en rire. Apollon est également critiqué à propos des louanges données aux grands personnages dans les vers, et surtout les épîtres dédicatoires. La Vérité dit qu’on est toujours mal loué par lui quand on mérite de l’être : qu’elle ouvre cent ou mille livres, tous sont dédiés à des prodiges de vertu et de mérite. La Vertu ordonne aux doux Amours de lui faire chacun une déclaration. Celle de l’Amour la laisse froide tandis que celle de Cupidon l’attendrit. Comme elle s’enfuit de peur de succomber, Minerve est chargée de décider. Au lieu de se prononcer pour l’Amour transi, ou pour l’Amour libertin, elle leur ordonne, à la place, de se réunir et de se tempérer l’un par l’autre. Elle ordonne à Cupidon de rendre l’Amour plus vif, plus passionné et à l’Amour de rendre celui-ci plus tendre et plus raisonnable.

## Source
- Jean Fleury, Marivaux et le marivaudage, Paris, Plon, 1881, p.  98-100.